# Gustavo Ferreyra
Gustavo Ferreyra (Montevideo, 29 maggio 1972) è un ex calciatore uruguaiano, di ruolo attaccante.

## Palmarès

### Club

#### Competizioni nazionali
- Campionato uruguaiano: 2

Peñarol: 1993, 1994
- Campionato costaricano: 1

Saprissa: 1994-1995